# Гашербрум I
Гашербрум I (такође Хиден Пик или К5) је планина на граници Пакистана и Кине. Један је од укупно четрнаест планинских врхова виших од 8000 метара, и с 8080 метара надморске висине, једанаеста највиша планина на свету.

## Опис
Гашербрум I је део масива Гашербрум, у ланцу Каракорум, делу Хималаја. Иако се назив масива често преводи као "Бљештави зид",
 вероватно као алузија на врло истакнути оближњи врх Гашербрум IV; назив долази из речи језика Балти "ргаша" (лепо) и "брум" (планина), тј, "лепа планина". Године 1856, за време Великог тригонометријског прегледа Индије, Т. Г. Монтгомерy први је уочио ланац Каракорум на удаљености од око 200 км, и Гашербрум I, као пети врх у низу, назвао К5. Године 1892, Виљем Мартин Конвеј доделио је планини алтернативни назив Хиден Пик, (срп. "скривени врх") ради своје изузетне удаљености.

## Успони
Први успешан успон остварили су 5. јула 1958. Пит Шенинг и Енди Кофман, чланови осморочлане америчке експедиције предвођене Николасом Б. Клинчом. Остали чланови били су Ричард К. Ирвин, Том Невисон, Том МКормак, Боб Свифт и Жил Робертс.

### Хронологија
- 1934. — Велика међународна експедиција коју је организовао швајцарац Гинтер Дyренфирт, истражује Гашербрум I и II. Два пењача досежу 6300 м.
- 1936. — Француска експедиција досеже 6900 м.
- 1958. — Амерички тим остварује први успешан успон на врхунац.
- 1975. — Рејнолд Меснер и Петер Хабелер освајају врх новим путем успона (северозападна страна) у самосталном успону без подршке експедиције (алпин стил).[6] Један дан касније, три Аустријанца предвођени Ханнсом Шелом освајају врх по америчком путу успона.
- 1977. — Четврто успешно освајање постигли су Словенци Нејц Заплотник и Андреј Стремфељ,[7] новим путем успона.
- 1980. — Француска експедиција постиже пети успешан успон на Гашербрум I први прелазак јужног гребена.
- 1981. — Јапанци обављају шести успешни успон.
- 1982. — Г. Стурм, М. Дацхер и С. Хупфауер, чланови немачке експедиције освајају врх новим путем преко северне стране.[8] Исте године Францускиња Мари-Жосе Валенсот постаје прва жена на врху те планине.[9] Њен супруг, Швајцарац Салвен Саудан, изводи први спуст на скијама са врха планине изнад 8000 метара висине до базног логора.
- 1983. — Јерзy Кукушка и Војцјеч Куртyка, освајају врх новим путем без помоћног кисеоника. Исте године успешни успони тимова из Швајцарске и Шпаније.
- 1984. — Рејнолд Меснер и Ханс Камерландер прелазе Гашербрум II и Гашербрум I без повратка у базни логор.
- 1985. — Самостални успон Бенота Чамојxа.
- 2003. — 19 људи осваја врх, 4 погинула, укључујући Мохамада Ораза.